# 당의 유일적령도체계확립의 10대 원칙
당의 유일적령도체계확립의 10대 원칙은 조선민주주의인민공화국 조선로동당의 강령이다. 1974년 당의 유일사상체계확립의 10대 원칙이라는 이름으로 발표되었고 2013년에 이와 같은 이름으로 바뀌었다. 서문을 제외하고 모두 10조 65항으로 구성되어 있다.
조선민주주의인민공화국의 모든 대학생들이 이를 완벽히 외워야 하며 외우지 못할 경우 당에 대한 충성심 부족 사유로 자아비판을 실시한 이후 정치범수용소에 수감된다.

## 내용

### 서문
모든 당원과 근로자들은 경애하는 수령님을 영원히 높이 모시고 수령님께 끝까지 충성을 다하며 전당과 온 사회를 위대한 김일성 동지의 혁명사상으로 일색화하는 역사적 위업을 빛나게 수행해 나가기 위하여 다음과 같은 당의 유일사상체계 확립의 10대 원칙을 철저히 지켜야 한다.

### 1조
위대한 수령 김일성 동지의 혁명사상으로 온 사회를 일색 화하기 위하여 몸바쳐 투쟁하여야 한다. 수령님의 혁명 사상으로 온 사회를 일색 화하는 것은 우리 당의 최고 강령이며 당의 유일 사상 체계를 세우는 사업의 새로운 높은 단계이다.
- 당의 유일 사상 체계를 세우는 사업을 끊임없이 심화시키며 대를 이어 계속해 나가야 한다.
- 위대한 수령 김일성 동지께서 창건하신 우리 당을 영원히 영광스러운 김일성 동지의 당으로 강화 발전시켜 나가야 한다.
- 위대한 수령 김일성 동지께서 세우신 프롤레타리아 독재 정권과 사회주의 제도를 튼튼히 보위하고 공고 발전시키기 위하여 헌신적으로 투쟁하여야 한다.
- 주체 사상의 위대한 혁명적 기치를 높이 들고 조국 통일과 혁명의 전국적 승리를 위하여 우리나라에서의 사회주의 공산주의 위업의 완성을 위하여 모든 것을 다 바쳐 투쟁하여야 한다.
- 전 세계에서의 주체 사상의 승리를 위하여 끝까지 싸워 나가야 한다.

### 2조
위대한 수령 김일성동지를 충심으로 높이 우러러 모셔야 한다. 위대한 수령 김일성동지를 높이 우러러 모시는 것은 수령님께 끝없이 충직한 혁명 전사들의 가장 숭고한 의무이며 수령님을 높이 우러러 모시는 여기에 우리 조국의 끝없는 영예와 우리 인민의 영원한 행복이 있다.
- 혁명의 영재이시며 민족의 태양이시며 전설적 영웅이신 위대한 김일성동지를 수령으로 모시고 있는 것을 최대의 행복, 최고의 영예로 여기고 수령님을 끝없이 존경하고 흠모하여 영원히 높이 우러러 모셔야 한다.
- 한 순간을 살아도 오직 수령님을 위하여 살고 수령님을 위하여서는 청춘도 생명도 기꺼이 바치며 어떤 역경 속에서도 수령님에 대한 충성의 한 마음을 변함 없이 간직하여야 한다.
- 위대한 수령 김일성동지께서 가리키시는 길은 곧 승리와 영광의 길이라는 것을 굳게 믿고 수령님께 모든 운명을 전적으로 위탁하며 수령님의 영도 따라 나아가는 길에서도 못해 낼 일이 없다는 철석같은 신념을 가지고 수령님께서 이끄시는 혁명 위업에 몸과 마음을 다 바쳐야 한다.

### 3조
위대한 수령 김일성동지의 권위를 절대화하여야 한다. 위대한 수령 김일성 동지의 권위를 절대화하는 것은 우리 혁명의 지상의 요구이며 우리 당과 인민의 혁명적 의지이다.
- 위대한 수령 김일성 동지밖에는 그 누구도 모른다는 확고한 입장과 관점을 가져야 한다.
- 위대한 수령 김일성 동지를 정치 사상적으로 옹호하며 목숨으로 사수하여야 한다.
- 경애하는 수령 김일성 동지의 위대성을 내외에 널리 선전하여야 한다.
- 위대한 수령 김일성 동지의 절대적인 권위와 위신을 백방으로 옹호하며 현대 수정주의와 온갖 원쑤들의공격과 비난으로부터 수령님을 견결히 보위하여야 한다.
- 위대한 수령 김일성 동지의 권위와 위신을 훼손시키려는 자그마한 요소도 비상 사건 화하여 그와 비타협적인 투쟁을 벌여야 한다.
- 경애하는 수령 김일성 동지의 초상화, 석고상, 동상, 초상 휘장, 수령님의 초상화를 모신 출판물, 수령님을 형상한 미술 작품, 수령님의 현지 교시판, 당의 기본 구호들을 정중히 모시고 다루며 철저히 보위하여야 한다.
- 경애하는 수령 김일성 동지의 위대한 혁명 력사와 투쟁 업적이 깃들어 있는 혁명 전적지, 혁명 사적지, 당의 유일 사상 교양의 거점인 ‘김일성 동지 혁명 사적관’과 ‘김일성 동지 혁명 사상 연구실’을 정중히 꾸리고 잘 관리하며 철저히 보위하여야 한다.

### 4조
위대한 수령 김일성 동지의 혁명 사상을 신념으로 삼고 수령님의 교시를 신조화하여야 한다. 위대한 수령 김일성 동지의 혁명 사상을 확고한 신념으로 삼고 수령님의 교시를 신조화하는 것은 수령님께 끝없이 충직한 주체형의 공산주의 혁명가가 되기 위한 가장 중요한 요구이며 혁명 투쟁과 건설사업의 승리를 위한 선결 조건이다.
- 위대한 수령 김일성 동지의 혁명 사상, 주체 사상을 자기의 뼈와 살로 유일한 신념으로 만들어야 한다.
- 위대한 수령 김일성 동지의 교시를 모든 사업과 생활의 확고한 지침으로 철석 같은 신조로 삼아야 한다.
- 위대한 수령 김일성 동지의 교시를 무조건 접수하고 그것을 자로하여 모든 것을재어 보며 수령님의 사상 의지대로만 사고하고 행동하여야 한다.
- 위대한 수령 김일성 동지의 로작들과 교시들, 수령님의 영광 찬란한 혁명력사를 체계적으로, 전면적으로 깊이 연구 체득하여야 한다.
- 위대한 수령 김일성 동지의 혁명 사상을 배우는 학습회, 강연회, 강습을 비롯한 집체 학습에 빠짐없이 성실히 참가하여 매일 2시간 이상 학습하는 규율을 철저히 세우고 학습을 생활화, 습성화하며 학습을 게을리 하거나 방해하는 현상을 반대하여 적극 투쟁하여야 한다.
- 위대한 수령 김일성 동지의 교시 침투 체계를 철저히 세우고 수령님의 교시와 당의 의도를 제때에 정확히 전달 침투하여야 하며 왜곡 전달하거나 자기 말로 전달하는 일이 없어야 한다.
- 보고, 토론, 강연을 하거나 출판물에 실린 글을 쓸 때에는 언제나 수령님의 교시를 정중히 인용하고 그에 기초하여 내용을 전개하며 그와 어긋나게 말하거나 글을 쓰는 일이 없어야 한다.
- 위대한 수령 김일성 동지의 교시와 개별적 간부들의 지시를 엄격히 구별하며 개별적 간부들의 지시에 대하여서는 수령님의 교시에 맞는가 맞지 않는가를 따져 보고 조금이라도 어긋날 때에는 즉시 문제를 세우고 투쟁하여야 하며 개별적 간부들의 발언 내용을 '결론'이요, '지시'요 하면서 조직적으로 전달하거나 집체적으로 토의하는 일이 없어야 한다.
- 위대한 수령 김일성 동지의 교시와 당정책에 대하여 시비 중상하거나 반대하는 반당적인 행동에 대하여서는 추호도 융화묵과하지 말고 견결히 투쟁하여야 한다.
- 위대한 수령 김일성 동지의 혁명 사상과 어긋나는 자본주의 사상, 봉건 유일 사상, 수정주의, 교조주의, 사대주의를 비롯한 온갖 반당적, 반혁명적 사상 조류를 반대하여 날카롭게 투쟁하며 수령님의 혁명 사상, 주체 사상의 순결성을 철저히 고수하여야 한다.

### 5조
위대한 수령 김일성 동지의 교시 집행에서 무조건성의 원칙을 철저히 지켜야 한다. 위대한 수령 김일성 동지의 교시를 무조건 집행하는 것은 수령님에 대한 충실성의 기본 요구이며 혁명 투쟁과 건설 사업의 승리를 위한 결정적 조건이다.
- 위대한 수령 김일성 동지의 교시를 곧 법으로, 지상의 명령으로 여기고 사소한 이유와 구실도 없이 무한한 헌신성과 희생성을 발휘하여 무조건 철저히 관철하여야 한다.
- 경애하는 수령 김일성 동지의 심려를 덜어 드리는 것을 최상의 영예로, 신성한 의무로 간주하고 모든 것을 다 바쳐 투쟁하여야 한다.
- 위대한 수령 김일성 동지의 교시를 관철하기 위한 창발적 의견들을 충분히 제기하며 일단 수령님께서 결론하신 문제에 대해서는 중앙 집권제 원칙에 따라 자그마한 드팀도 없이 정확히 집행하여야 한다.
- 위대한 수령 김일성 동지의 교시와 당 정책을 접수하면 곧 집체적으로 토의하여 옳은 집행 대책과 구체적인 계획을 세우고 조직 정치 사업을 짜고 들며 속도전을 벌여 제때에 철저히 집행하여야 한다.
- 위대한 수령 김일성 동지의 교시 집행 대장을 만들어 놓고 교시 집행 정형을 정상적으로 총화하고 재 포치하는 사업을 끊임 없이 심화시켜 교시를 중도 반단 함이 없이 끝까지 관철하여야 한다.
- 위대한 수령 김일성 동지의 교시를 말로만 접수하고 집행을 태공하는 현상, 무책임하고 주인답지 못한 태도, 요령주의, 형식주의, 보신주의를 비롯한 온갖 불건전한 현상을 반대하여 적극 투쟁하여야 한다.

### 6조
위대한 수령 김일성 동지를 중심으로 하는 전당의 사상 의지적 통일과 혁명적 단결을 강화하여야 한다. 전당의 강철같은 통일 단결은 당의 불패의 힘의 원천이며 혁명 승리의 확고한 담보이다.
- 위대한 수령 김일성 동지를 중심으로 하는 전당의 사상 의지적 통일을 눈동자와 같이 지키고 더욱 튼튼히 다져 나가야 한다.
- 모든 단위, 모든 초소에서 수령님에 대한 충실성에 기초하여 혁명적 동지애를 높이 발양하며 대렬의 사상 의지적 단결을 강화하여야 한다.
- 위대한 수령 김일성 동지에 대한 충실성을 척도로 하여 모든 사람들을 평가하고 원칙적으로 대하여 수령님께 불성실하고 당의 유일 사상 체계와 어긋나게 행동하는 사람에 대해서는 직위와 공로에 관계없이 날카로운 투쟁을 벌여야 한다.
- 개별적 간부들에 대하여 환상을 가지거나 아부 아첨하며 개별적 간부들을 우상화하거나 무원칙하게 내세우는 현상을 철저히 반대하여야 하며 간부들이 선물을 주고 받는 현상을 없애야 한다.
- 당의 통일 단결을 파괴하고 좀먹는 종파주의, 지방주의, 가족주의를 비롯한 온갖 반당적 사상 요소를 반대하여 견결히 투쟁하며 그 사소한 표현도 절대로 묵과하지 말고 철저히 극복하여야 한다.

### 7조
위대한 수령 김일성 동지를 따라 배워 공산주의적 풍모와 혁명적 사업 방법, 인민적 사업 작풍을 소유하여야 한다. 위대한 수령 김일성 동지께서 지니신 고매한 공산주의적 풍모와 혁명적 사업 방법, 인민적 사업 작풍을 따라 배우는 것은 모든 당원들과 근로자들의 신성한 의무이며 수령님의 혁명 전사로서의 영예로운 사명을 다하기 위한 필수적 요구이다.
- 당의 노동 계급과 인민의 이익을 첫 자리에 놓고 그것을 위하여 모든 것을 다 바쳐, 투쟁하는 높은당성, 노동 계급성, 인민성을 소유하여야 한다.
- 계급적 원쑤들에 대한 비타협적 투쟁 정신과 확고한 혁명적 원칙성, 불요불굴의 혁명 정신과 필승의 신념을 가지고 혁명의 한길로 억세게 싸워 나가야 한다.
- 혁명의 주인다운 태도를 가지고 자력 갱생의 혁명 정신을 높이 발휘하여 모든 일을 책임적으로 알뜰하고 깐지게 하며 부닥치는 난관을 자체의 힘으로 뚫고 나가야 한다.
- 노쇠와 침체, 안일과 해이를 반대하고 왕성한 투지와 패기와 정열에 넘쳐 언제나 긴장하게 전투적으로 일하며, 소극과 보수를 배격하고 모든 사업을 대담하고 통이 크게 벌여 나가야 한다.
- 혁명적 군중 관점을 튼튼히 세우고 청산리 정신, 청산리 방법을 철저히 관철하며, 대중 속에 깊이 들어가 대중을 가르치고 대중에게서 배우며 대중과 생사 고락을 같이 하여야 한다.
- 이신 작칙의 혁명적 기풍을 발휘하며 어렵고 힘든 일에 언제나 앞장서야 한다.
- 사업과 생활에서 항상 검박하고 겸손하며 소탈한 품성을 소유하여야 한다.
- 관료주의, 주관주의, 형식주의, 본위주의를 비롯한 낡은 사업 방법과 작풍을 철저히 배격하여야 한다.

### 8조
위대한 수령 김일성 동지께서 안겨 주신 정치적 생명을 귀중히 간직하며 수령님의 크나큰 정치적 신임과 배려에 높은 정치적 자각과 기술로써 충성으로 보답하여야 한다. 위대한 수령 김일성 동지께서 안겨 주신 정치적 생명을 지닌 것은 우리의 가장 높은 영예이며 수령님의 정치적 신임에 충성으로 보답하는 여기에 정치적 생명을 빛내여 나가는 참된 길이 있다.
- 정치적 생명을 제일 생명으로 여기고 생명의 마지막 순간까지 자기의 정치적 신념과 혁명적 지조를 굽히지 말며 정치적 생명을 위해서는 육체적 생명을 초개와 같이 바칠 수 있어야 한다.
- 혁명 조직을 귀중히 여기고 개인의 이익을 조직의 이익에 복종시키며 집단주의 정신을 높이 발휘하여야 한다.
- 조직 생활에 자각적으로 참가하며 사업과 생활을 정규화, 규범화하여야 한다.
- 조직의 결정과 위임 분공을 제때에 성실히 수행하여야 한다.
- 2일 및 주조직 생활 총화에 적극 참가하여 수령님의 교시와 당정책을 자로 하여 자기의 사업과 생활을 높은 정치 사상적 수준에서 검토 총화하며 비판의 방법으로 사상 투쟁을 벌이고 사상 투쟁을 통하여 혁명적으로 단련하고 끊임없이 개조해 나가야 한다.
- 혁명 과업 수행에 투신하고 노동에 성실히 참가하며 혁명적 실천 과정을 통하여 혁명화를 다그쳐야 한다.
- 가장 고귀한 정치적 생명을 안겨 주신 수령님의 크나큰 정치적 신임과 배려에 충성으로 보답하기 위하여 높은 치적 열성을 발휘하며 정치 이론 수준과 기술 실무 수준을 높여 언제나 수령님께서 맡겨 주신 혁명 임무를 훌륭히 수행하여야 한다.

### 9조
위대한 수령 김일성 동지의 유일적 령도 밑에 전당, 전국, 전군이 한결같이 움직이는 강한 조직 규율을 세워야 한다. 위대한 수령 김일성 동지의 유일적 령도 체계를 튼튼히 세우는 것은 당을 조직 사상적으로 강화하고 당의 령도적 역할과 전투적 기능을 높이기 위한 근본 요구이며 혁명과 건설의 승리를 위한 확고한 담보이다.
- 위대한 수령 김일성 동지의 혁명 사상을 유일한 지도적 지침으로하여 혁명과 건설을 수행하며 수령님의 교시와 명령, 지시에 따라 전당,전국, 전군이 하나와 같이 움직이는 수령님의 유일적 령도 체계를 철저히 세워야 한다.
- 모든 사업을 수령님의 유일적 령도 체계에 의거하여 조직 진행하며 정책적 문제들은 수령님의 교시와 당 중앙의 결론에 의해서만 처리하는 강한 혁명적 질서와 규율을 세워야 한다.
- 모든 부문, 모든 단위에서 혁명 투쟁과 건설 사업에 대한 당의 령도를 확고히 보장하며 국가, 경제 기관 및 근로 단체 일군들은 당에 철저히 의거하고 당의 지도 밑에 모든 사업을 조직 집행해 나가야 한다.
- 위대한 수령 김일성 동지의 교시를 관철하기 위한 당과 국가의 결정, 지시를 정확히 집행하여야 하며 그것을 그릇되게 해석하고 변경시키거나 그 집행을 어기는 현상과는 강하게 투쟁하며 국가의 법규범과 규정들을 자각적으로 엄격히 지켜야 한다.
- 개별적 간부들이 아래 단위의 당, 정권 기관 및 근로 단체의 조직적인 회의를 자의대로 소집하거나 회의에서 자의대로 '결론'하며 조직적인 승인 없이 당의 구호를 마음대로 떼거나 만들어 붙이며 당중앙의 승인없이 사회적 운동을 위한 조직을 내오는 것과 같은 일체 비조직적인 현상들을 허용하지 말아야 한다.
- 개별적 간부들이 월권 행위를 하거나 직권을 람용하는 것과 같은 온갖 비 원칙적인 현상들을 반대하여 적극 투쟁하여야 한다.
- 위대한 수령 김일성 동지에 대한 충실성을 기본 척도로 하여 간부들을 평가하고 선발 배치하여야 하며, 친척, 친우, 동향, 동창, 사제 관계와 같은 정실, 안면 관계에 의하여 간부 문제를 처리하거나 개별적 간부들이 제멋대로 간부들을 떼고 등용하는 행동에 대하여서는 묵과하지 말고 강하게 투쟁하며 간부 사업에서 제정된 질서와 당적 규율을 철저히 지켜야 한다.
- 당, 국가 및 군사 기밀을 엄격히 지키며 비밀을 누설하는 현상들을 반대하여 날카롭게 투쟁하여야 한다.
- 당의 유일 사상 체계와 당의 유일적 지도 체계에 어긋나는 비조직적이며 무규율 적인 현상에 대하여서는 큰 문제이건 작은 문제이건 제때에 당중앙위원회에 이르기까지 당 조직에 보고하여야 한다.

### 10조
위대한 수령 김일성 동지께서 개척하신 혁명 위업을 대를 이어 끝까지 계승하며 완성하여 나가야 한다. 당의 유일적 지도 체계를 확고히 세우는 것은 위대한 수령님의 혁명 위업을 고수하고 빛나게 계승 발전시키며 우리 혁명 위업의 종국적 승리를 이룩하기 위한 결정적 담보이다.
- 전당과 온 사회에 유일 사상 체계를 철저히 세우며 수령님께서 개척하신 혁명 위업을 대를 이어 빛나게 완수하기 위하여 수령님의 령도 밑에 당 중앙의 유일적 지도 체계를 확고히 세워야 한다.
- 위대한 수령 김일성 동지께서 항일 혁명 투쟁 시기에 이룩하신 영광스러운 혁명 전통을 고수하고 영원히 계승 발전시키며 혁명 전통을 헐뜯거나 말살하려는 반 당적 행동에 대해서는 그 자그마한 표현도 반대하여 견결히 투쟁하여야 한다.
- 당 중앙의 유일적 지도 체계와 어긋나는 사소한 현상과 요소에 대해서도 묵과하지 말고 비타협적으로 투쟁하여야 한다.
- 자신뿐 아니라 온 가족과 후대들도 위대한 수령님을 우러러 모시고 수령님께 충성 다하며 당 중앙의 유일적 지도에 끝없이 충실하도록 하여야 한다.
- 당 중앙의 권위를 백방으로 보장하며 당 중앙을 목숨으로 사수하여야 한다. 모든 당원들과 근로자들은 당의 유일 사상 체계를 확고히 세움으로써 누구나 다 위대한 수령 김일성 동지께 끝없이 충직한 근위대, 결사대가 되어야 하며 수령님께서 가리키시는 길을 따라 혁명 위업을 끝까지 완성해 나가야 한다.

## 같이 보기
- 유일신
- 기독교
- 주체사상